# Birmanistyka
Birmanistyka – nauka o Mjanmie (Birmie), obejmująca całość zagadnień związanych z tym krajem, w tym badania nad językiem birmańskim, kulturą, sztuką, religią, historią i polityką.
W języku angielskim dziedzina ta funkcjonuje pod nazwą Burmese studies. W 1986 roku założona została Burma Studies Foundation oraz Center for Burma Studies przy Northern Illinois University w Stanach Zjednoczonych. Centrum to gromadzi badaczy z różnych dziedzin, oferując kursy z zakresu birmańskiej sztuki, kultury, języka i historii. Od 1996 wydawane jest poświęcone Birmie czasopismo naukowe The Journal of Burma Studies. W latach 2003–2008 inne czasopismo birmanistyczne, SOAS Bulletin of Burma Research, publikowała School of Oriental and African Studies przy Uniwersytecie Londyńskim.
Kursy języka birmańskiego oferują m.in. School of Asian and African Studies przy Pekińskim Uniwersytecie Języków Obcych, wspomniana SOAS przy University of London oraz Tokyo University of Foreign Studies.
Publikacje polskojęzyczne na temat Birmy ograniczały się przez dłuższy czas do relacji reporterskich i literackich esejów. Autorami esejów historyczno-literackich byli początkowo tylko Bogdan Góralczyk i Grzegorz Torzecki. Pierwszą recenzowaną publikacją naukową poświęconą Mjanmie była praca Michała Lubiny z 2014 roku, poświęcona tamtejszemu konfliktowi etnicznemu. To w niej został zaproponowany termin birmanistyka jako odpowiednik angielskiego Burmese studies. Termin ten, na wzór terminu niemieckiego – Birmanistik, pojawia się także we wstępie do bibliografii austronezystycznej Macieja Klimiuka z 2014 r. wraz z innymi określeniami (laotanistyka, wietnamistyka, taistyka, khmerologia, indonezjanistyka, austronezystyka, filipinistyka, jawanologia), obejmując jednocześnie całą Azję Południowo-Wschodnią. Również w 2014 ukazała się publikacja Michała Lubiny, syntetyzująca wiedzę o najnowszej historii kraju. M. Lubina i B. Góralczyk określają birmanistykę w Polsce, jako naukę w trakcie powstawania.